# Daniel Wansi
Daniel Jules Oscar Wansi (Yaoundé, 22 februari 1982 – aldaar, 1 augustus 2024) was een Kameroens voetballer die bij voorkeur als aanvaller speelde. In 2001 won hij de titel Beste Kameroense voetballer van het jaar.
Wansi overleed op 42-jarige leeftijd.